# ヤロスラフ・イェジェク
ヤロスラフ・イェジェク（Jaroslav Ježek, 発音：[ˈjaroslaf ˈjɛʒɛk], 1906年9月25日 プラハ - 1942年1月1日 ニューヨーク）は、チェコの作曲家。

## 生涯
ほとんど目の見えなかったイェジェクはプラハ音楽院で、ヨセフ・スクとアロイス・ハーバから作曲を学んだ。
イェジェクは劇作家でコメディアンのヤン・ヴェリフ（en:Jan Werich）ならびにイジー・ヴォスコヴェツ（en:Jiří Voskovec、またはジョージ・ヴォスコヴェック）と出会って、二人が指導するプラハの解放劇場（Osvobozene Divadlo）のメイン作曲家兼指揮者に就任した。それからの10年間、イェジェクは二人が作るグロテスクで政治的で風刺的な芝居のために、劇付随音楽、歌曲、ダンス、バレエ音楽を作曲した。イェジェクの書いた多くの曲は今なおチェコ共和国で広く親しまれ、中でも『ブガッティ・ステップ』は世界中で演奏されている。
イェジェクは明らかにアメリカのジャズに魅了されていた。1926年から1936年にかけて、もしかしたらそれ以前から、イェジェクは自分のジャズ作品または編曲作品を目玉にしたオーケストラを結成し、指揮した。ビラには「Ježek's Jazz」や「Ježkův swingband」と書かれ、ウルトラフォン（Ultraphon）レーベルのために録音もし、ヨーロッパ・オリジナルのホット・ミュージックを作りだした。『Teď ještě ne』（1930年頃。Ultraphon A10217）、『Rubbish Heap Blues』（1932年頃、Ultraphon A11421）、『Polonaisa』（1931年頃。Ultraphon A10366）などである。このうち『Polonaisa』は、伝統的なポロネーズにウルトラ・モダンなシンフォニック・ジャズの楽器編成、ハーモニー、テクスチャーの衣をかぶせたもので、ポーランドのダンスのリズムがホットなシンコペーションとやすやすと混じり合っている。さらにイェジェクは『タイガー・ラグ』、『ダイナ』、『Chinatown, My Chinatown』といった有名なジャズのスタンダード曲のアレンジもしている。しかし、イェジェクのアルバムは、ナチによる占領と第二次世界大戦のせいでほんの数枚しか生き残らなかった。
ナチ占領のせいで、イェジェク、ヴォスコヴェツ、ヴェリフはチェコスロバキアを脱出し、ニューヨークに亡命した。しかし、1942年、長く病気を患っていたイェジェクは亡命先で亡くなった。
1994年、イェジェクと彼の解放劇場オーケストラ（1929年 - 1938年）を回顧する7枚組CDがチェコのSupraphonから発売された。

## 代表作

### 舞台作品
- Svatebcane na Eifelce（1927年）
- Pojisteni proti sebevrazde(1927年）
- Kamarad Ctvrtek（1927年）
- Jeppe s kopecku（1927年）
- Malborough do boje tahne（1929年）
- Giovanni a Anabella（1930年）
- Nebe na zemi（1936年）
- Jezero Ukereve（1936年）
- Timon athensky（1936年）
- Pani Studanka（1937年）
- Don Juan（1937年）

### 管弦楽曲
- ピアノ協奏曲（1927年）
- バレエ組曲『Nerves』（1928年）
- ピアノと管弦楽のためのファンタジー（1930年）
- ヴァイオリンと木管楽器のための協奏曲（1930年）
- 交響詩（1936年）

### 室内楽曲
- 木管四重奏のためのセレナード（1929年）
- 弦楽四重奏曲第1番（1932年）
- ヴァイオリンとピアノのためのソナタ（1933年）
- 弦楽四重奏曲第2番（1941年）

### ピアノ曲
- 4分音ピアノのための組曲（1927年）
- ソナチネ（1928年）
- 小組曲（1928年）
- カプリッチョ（1932年）
- 練習曲（1933年）
- バガテル（1933年）
- ラプソディ（1938年）
- トッカータ（1939年）
- 華麗なる円舞曲（1939年）
- ピアノ・ソナタ（1941年）
- ブガッティ・ステップ（Bugatti-step）

### 映画音楽
- Ze soboty na neděli（1931年）
- Pudr a benzin（1931年）
- Peníze nebo život（1932年）
- Hej rup!（1934年）
- Svět patří nám（1937年）

## その他
イェジェク [Ježek] はチェコ語で「ハリネズミ」を指す名詞でもある。

## 文献
- Vysloužil, Jiří: Hudební slovník pro každého II. Vizovice: Lípa, 1998. ISBN 80-86093-23-9
- Holzknecht, Václav: Jaroslav Ježek a Osvobozené divadlo. Prague: Arsci, 2007. ISBN 978-80-86078-67-0